# Рацимандрава, Ришар
 Ришар Рацимандрава (малаг. Richard Ratsimandrava , фр.  Richard Ratsimandrava, 21 марта 1931, Мангаривотра, Антананариву, Французский Мадагаскар — 11 февраля 1975, Танариве, Малагасийская республика) — мадагаскарский политический и военный деятель, президент Мадагаскара в 1975 году. Убит в ходе покушения после неполных семи дней правления.

## Биография
Ришар Рацимандрава родился 21 марта 1931 года в районе Мангаривотра города Тананариве, административного центра Французской колонии Мадагаскар, и был одним из пяти детей в семье из низкого сословия «хува» («hova», «простолюдины», в отличие от сословия аристократии — андриана) народности мерина. В 1938 году начал обучение в школе «Амбавахадимангациака» (малаг. Ambavahadimangatsiaka) в Анцирабе. В 1940 году, в возрасте 9 лет, Рацимандрава был направлен на учёбу в лицей «Галлиени» в Тананариве, после чего его жизнь два десятилетия была посвящена службе в армии Франции.

### Служба в колониальной армии Франции
5 июля 1952 года Ришар Рацимандрава получил диплом бакалавра математики и в 1952 — 1954 годах прошел курс обучения в Школе Карно в Дижоне (Франция). Затем, в 1954 — 1956 годах так же обучался во Франции, в Специальной военной школе Сен-Сир и 1 октября 1956 года получил звание младшего лейтенанта в Учебно-тренировочном центре Сент-Максен. С декабря 1956 года служил в Марокко, затем, до августа 1958 года, в Алжире, бывшим тогда колонией Франции. 12 августа 1957 года Рацимандрава был награждён памятным знаком Французской Северной Африки «Commémoration AFN». 1 марта 1958 года Рацимандрава был переведён в колониальную пехоту и 17 августа 1958 года вновь направлен в Учебно-тренировочный центр Сент-Максен, где 1 октября был произведен в лейтенанты. 5 января 1959 года он был направлен в Учебный центр для новобранцев в лагере «Галлиени» во Фрежюсе (Франция), и 28 октября 1959 года получил назначение командиром 12-го батальона морской пехоты в Фиарананцуа (Мадагаскар). 11 июня 1960 года, за 15 дней до провозглашения независимости Мадагаскара, Рацимандрава был направлен на службу в 1-й общевойсковой мальгашский полк в столице автономии Тананариве.

### Карьера в армии Мадагаскара. Командующий жандармерией
После получения страной независимости лейтенант Рацимандрава стал офицером армии независимой Малагасийской республики. 1 февраля 1962 года он получил звание капитана и 1 ноября того же года был переведен на службу в национальную жандармерию. С 13 мая 1963 года он стажировался в г. Лодев (департамент Эро, Франция), а с 1 октября того же года проходил стажировку в Школе офицеров национальной жандармерии (фр. l'École des officiers de la gendarmerie nationale) в Мелёне (Франция). В июне 1964 года Рацимандрава изучал научную криминологию в Париже и получил соответствующий сертификат. 1 сентября 1964 года, по возвращении на родину, он был назначен командующим соединением жандармерии в Туамасине. 14 июня 1966 года стал кавалером Ордена нации. 1 августа 1967 года Ришар Рацимандрава был назначен заместителем командира жандармерии Мальгашской республики и 1 июня 1968 года получил звание подполковника. Меньше чем через год, 1 апреля 1969 года, Президент Мадагаскара Филибер Циранана назначил подполковника Рацимандраву командующим жандармерией страны. В апреле 1971 года Ришар Рацимандрава руководил жестоким подавлением крестьянского восстания на юге Мадагаскара, после чего 14 октября 1971 года стал офицером Ордена нации, а 31 декабря 1971 года был награждён французским Орденом Почетного легиона.

### Министр внутренних дел и один из лидеров военного режима
Однако через полгода, когда в стране начались волнения, подполковник Рацимандрава не проявил прежней лояльности к президенту Циранане. 13 мая 1972 года ему было поручено подавление восстания в столице страны, однако командующий жандармерией отказался участвовать в конфликте между народом и властью. Армия установила новый режим и 25 мая 1972 года Рацимандрава был назначен министром внутренних дел в правительстве дивизионного генерала Габриэля Рамананцуа. Теперь Ришар Рацимандрава был известен как соавтор и непоколебимый сторонник т. н. «курса 1972 года», проводимого правительством Рамананцуа. 8 октября 1972 года он обнародовал близкую к идеям африканского социализма идею создания на Мадагаскаре широкой системы фукунулун — традиционных общин, которые, как он считал, были единственным путём развития страны. Эта идея была активно поддержана левыми партиями страны, прежде всего Партией конгресса независимости Мадагаскара (АКФМ), выступавшей за доктрину научного социализма, а министр внутренних дел Рацимандрава стал инициатором курса на воплощение в жизнь идеи фукунулун.
1 января 1973 года он был произведен в полковники.
В июне 1974 года Рацимандрава заявил на приёме в честь иностранных делегаций VII съезда Комитета солидарности Мадагаскара: «Наше правительство является военным, но наша политика заключается в служении интересам всего народа». В то же время на самом съезде генеральный секретарь Комитета Жизель Рабесахала зачитала доклад о фукунулунах, подчёркивая, что их идея принадлежит правительству.
Военный мятеж в декабре 1974 года, критика военного правительства в печати и разногласия в руководстве страны, привели к тому, что в начале 1975 года Рацимандрава, оставаясь на посту министра внутренних дел, сумел поставить армию под свой контроль. В союзе с министром иностранных дел капитаном фрегата Дидье Рациракой он принудил президента Габриэля Рамананцуа к отставке, которая последовала 23 января 1975 года.
Заявив о роспуске своего правительства, Рамананцуа сам выдвинул кандидатуру Рацимандравы на пост главы государства и тот ответил ему фразой, которая стала знаменитой — «Я не повернусь спиной к своему долгу, мой генерал!» (малаг. Tsy hiamboho adidy aho, mon Général).

### Короткое правление
5 февраля 1975 года полковник Ришар Рацимандрава вступил в должность президента Мадагаскара, заняв также посты министра национальной обороны и министра планирования. Как глава государства он принял орденскую ленту через плечо Ордена нации. На церемонии приведения к присяге, проходившей в военном лагере Ампахабе близ столицы, Рацимандрава заявил: «Мы как зеницу ока должны защищать национальное единство и не допустить скатывания на путь трибализма, который колонизаторы использовали для раскола молодых государств». Он назвал первоочередными задачами своего правительства борьбу с безработицей и ростом цен, обещал наладить снабжение населения товарами первой необходимости. Рацимандрава заявил, что политика его правительства будет основываться на трех принципах — идее фукунулун, «мальгашизации» экономики — переходу в руки мадагаскарцев ведущих позиций в хозяйственной жизни страны, — и децентрализации центральной власти.
6 февраля Рацимандрава привел к присяге своё правительство, в программу которого входили обещания преодолеть экономическую отсталость страны, массовую безработицу, уделить особое внимание сельскому хозяйству. Правительство состояло из 13 министров, только четверо из которых занимали посты в прежнем кабинете. Семь министров были офицерами армии, девять — гражданскими лицами.
Столичная пресса сообщала, что в Тананариве со всех концов острова идут телеграммы поддержки нового режима…

### Убийство Ришара Рациманравы
Во вторник 11 февраля 1975 года, вечером, полковник Ришар Рацимандрава провёл заседание кабинета министров в районе Аноси (Тананариве) и на служебной машине отправился в свою резиденцию на площади Амбухитзатаву. Там около 20.00 его машина и автомобили сопровождения были обстреляны из автоматов. Ришар Рацимандрава был смертельно ранен прямым попаданием в сердце и скончался на месте.
В организации этого покушении новыми властями были обвинены боевики из Мобильной группы полиции (фр. Groupe Mobile de Police (GMP)), дислоцированной в военном лагере Антакимура близ малагасийской столицы. Его непосредственными убийцами называли офицеров GMP Самуэля Работовао и Бернара Ракутумангу.
21 марта — 12 июня 1975 года в Тананариве прошёл судебный процесс по делу об убийстве Ришара Рацимандравы. Он не внёс окончательной ясности ни в вопрос об организаторах убийства, ни в вопрос об истинных мотивах этого преступления. Большинство обвиняемых, в том числе бывший президент Филибер Цирананана, были оправданы.
И через несколько десятилетий общественность и историческое сообщество Мадагаскара постоянно возвращаются к загадке смерти Ришара Рацимандравы, провозгласившего курс на масштабные перемены, но находившегося у власти неполных семь дней. В числе вероятных заказчиков его убийства называли и различные армейские группировки, и предпринимательские круги, как иностранные, так и национальные, и выходцев с юга острова, мстивших за подавление восстания 1971 года, и традиционалистов, не желавших допустить к власти представителя низкого сословия, и Дидье Рацираку, получившего власть через четыре месяца после смерти своего недавнего соратника.
21 марта 2006 года на Мадагаскаре открылась общественная историческая конференция, рассматривавшая проблему убийства Ришара Рацимандравы

## Семья
22 сентября 1956 года Ришар Рацимандрава женился на Терезе Разафиндрамуйзине (малаг. Thérèse Razafindramoizina).

## Награды
- 20 августа 1957 года: Commémoration AFN
- 14 июня 1966 года: кавалер Национального ордена Мадагаскара (фр. l'Ordre national)
- 14 октября 1971 года: офицер Национального ордена Мадагаскара
- 31 декабря 1971 года : Орден Почётного легиона
- 5 февраля 1975 года : Орденская лента через плечо Национального ордена Мадагаскара (по статуту, как глава государства)[2].

## Память
30 мая 1975 года именем Ришара Рацимандравы была названа одна из улиц Антананариву, столицы Мадагаскара